# Hepatozyten-Wachstumsfaktor
Der Hepatozyten-Wachstumsfaktor (englisch hepatocyte growth/scatter factor, HGF) ist ein parakriner Wachstumsfaktor, der von verschiedenen mesenchymalen Zellen gebildet wird und vor allem auf epitheliale, endotheliale und hämatopoetische Zellen wirkt. HGF spielt eine wichtige Rolle in der Embryonalentwicklung, Zellregeneration und Wundheilung und in der Pathogenese bestimmter Tumoren.

## Funktion
HGF wurde 1984 zunächst als wichtiger Wachstumsfaktor zur Regulation des Leberwachstums und der Regeneration von Leberzellen beschrieben. HGF ist außerdem an embryonalen Wachstums- und Differenzierungsprozesse beteiligt, unter anderen an der Entstehung von tubulären Strukturen in Niere und Brustdrüse, Skelettmuskulatur, Zähnen und Lunge. Er ist beteiligt an der Regulation von Apoptose und in der Regeneration und Wundheilung verschiedener Gewebe.

## Struktur
HGF wird als Protein in einer Gesamtlänge von 728 Aminosäuren exprimiert. Durch Serinproteasen kommt es zu einer Spaltung in die 69-kDa große alpha-Kette und die 34-kDa große beta-Kette, die über eine Disulfidbrücke verbunden bleiben.

## Rezeptor
Der Rezeptor von HGF ist c-met, ein Tyrosinkinaserezeptor, der auf epithelialen Zellen exprimiert wird und die biologischen Funktionen von HGF vermittelt. c-met aktiviert die nachgeschalteten Signalwege RAS, PI3K, STAT3, beta-catenin und Notch.

## Klinische Bedeutung
Es wurde gezeigt, dass HGF in malignen Erkrankungen zu einem aggressiven Tumorwachstum, Infiltration von Gewebe und zur Metastasierung beiträgt. Die Wirksamkeit einer Blockade des HGF-Rezeptors durch Tyrosinkinaseinhibitoren, wie beispielsweise Crizotinib, wird in klinischen Studien zur Behandlung maligner Tumoren untersucht.

## Geschichte
1984 wurde der HGF als mitogenes Protein für Hepatozyten von Ratten erstmals beschrieben und nachfolgend auch in menschlichem Blut nachgewiesen. Ein zuvor als scatter factor bezeichneter Motilitätsfaktor, der von Fibroblasten gebildet wird, wurde 1991 als identisch mit HGF beschrieben.